# Nathalie Björn
Gun Nathalie Björn (født 4. maj 1997) er en kvindelig svensk fodboldspiller, der spiller som forsvar for FC Rosengård i Damallsvenskan og Sveriges kvindefodboldlandshold.
Hun var med til at vinde bronze ved VM 2019 i Frankrig, efter sejr over England i bronzekampen.

## Meritter
- 2013: Sølv - U/17-EM i fodbold for piger 2013
- 2015: Guld - U/19-EM i fodbold for kvinder 2015
- 2019: Bronze - VM i fodbold for kvinder 2019
- 2019: Guld - Damallsvenskan 2019